# 跃进水库 (仁和)
跃进水库是中国四川省攀枝花市仁和区境内的一座水库，位于金沙江支流大河上，建于1966年。水库正常库容为949万立方米，集雨面积为64平方千米，海拔为122.48米。